# Juliusz Jarzębowski
Juliusz Jarzębowski (ur. 9 maja 1862 w Łodzi, zm. 18 czerwca 1941) – polski przedsiębiorca i strażak, wieloletni prezes Łódzkiej Straży Ogniowej Ochotniczej.

## Życiorys
Był synem tkacza Jana Jarzębowskiego (ur. ok. 1824) i Wilhelminy z domu Kichler (ur. ok. 1828) oraz mężem Heleny z domu Kulczyckiej. Był buchalterem Towarzystwa Kredytowego m. Łodzi (1908), prezesem II Łódzkiego Towarzystwa Pożyczkowo-Oszczędnościowego (1912). W okresie dwudziestolecia międzywojennego był zastępcą dyrektora łódzkiego oddziału Banku Polskiego. Co najmniej do 1929 sprawował funkcję prezesa Łódzkiej Straży Ogniowej Ochotniczej Został pochowany w grobie rodzinnym części rzymskokatolickiej Starego Cmentarza w Łodzi.

## Odznaczenia
- Order Papieski „Pro Ecclesia et Pontifice”,
- Medal 3 Maja,
- Medal „Za długoletnią, nieskazitelną służbę”[9],
- Krzyż Oficerski Orderu Odrodzenia Polski (1933)[10].